# La Pobla de Farnals
La Pobla de Farnals, en valencien et officiellement, (Puebla de Farnals en castillan), est une commune d'Espagne de la province de Valence dans la Communauté valencienne. Elle est située dans la comarque de l'Horta Nord et dans la zone à prédominance linguistique valencienne.

## Géographie

Localisation de La Pobla de Farnals
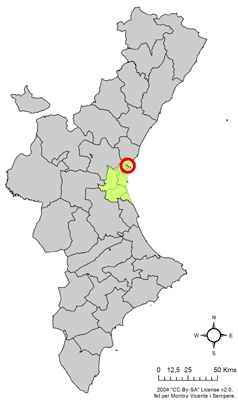
dans la Communauté valencienne.
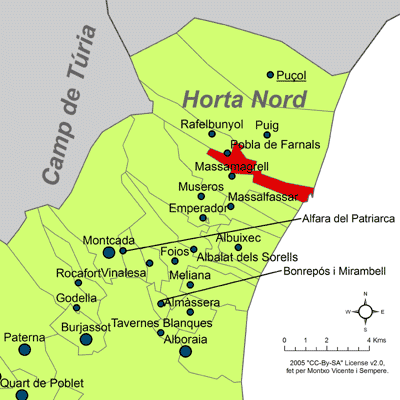
dans la comarque de l'Horta Nord.